# Bajalato de Belgrado
El bajalato de Belgrado o eyalato de Belgrado fue una unidad administrativa otomana creada como consecuencia de la pérdida de territorios plasmada en el Tratado de Karlowitz de 1699. Se organizó con el objetivo de proteger la nueva frontera establecida en el tratado y se vio envuelto en las continuas guerras austro-otomanas del siglo XVIII.
El eyalato o bajalato —su gobernador ostentaba el título de bajá o pachá— abarcaba los sanjacados de Smederevo y Sirmia y por parte de los de Zvornik y Kruševac. El jefe militar, que tenía su cuartel general en Belgrado, dominaba además la fortaleza de Pirot, que pertenecía al Sanjacado de Niš. Gran parte del territorio del bajalato quedó en manos de los Habsburgo austriacos entre 1718 (Tratado de Passarowitz) y 1739 (Tratado de Belgrado).
Tras la recuperación otomana del bajalato en 1739, se fijaron más claramente las fronteras de este. La septentrional seguía el curso del Sava desde su confluencia con el Drina hasta Belgrado; desde ahí, seguía el del Danubio hasta Orsova. La oriental seguía la cuerda de las montañas Homolje desde el Danubio hasta Čuprija, junto al Gran Morava. La meridional iba desde la confluencia del Morava meridional y el Morava occidental hasta el Drina, aguas abajo de Višegrad, cruzando el monte Zlatibor.
Se dividió en doce distritos o nahias, los de: Jagodina, Šabac, Smederevo, Valjevo, Belgrado, Kragujevac, Rudnik, Čačak, Čuprija (Köprü), Požarevac, Užice y Soko.
Durante el primer levantamiento serbio, los rebeldes se apoderaron de todo el bajalato, además de algunos territorios circundantes. En el segundo levantamiento serbio, por el contrario, solo se adueñaron del bajalato.